# FETÖ
Als FETÖ (türkisch Fethullahçı Terör Örgütü, zu Deutsch „Fethullahistische Terrororganisation“) wird in der Türkei eine hypothetische terroristische Organisation verfolgt, die von der türkischen Regierung für den Putschversuch in der Türkei 2016 verantwortlich gemacht wird. Diese Organisation wird der Gülen-Bewegung zugerechnet. Die Strafverfolger gehen davon aus, dass sich in dieser Bewegung ein hierarchisch organisiertes Netzwerk als Geheimgesellschaft gebildet hat, an dessen Spitze der Prediger Fethullah Gülen stand. Dieses Netzwerk, das den Staatsstreich in Gang gesetzt habe, wird von ihnen als terroristische Organisation qualifiziert und mit dem Namen FETÖ bezeichnet. 

## Einschätzungen
Die Einschätzungen sind jedoch widersprüchlich. Nach einem Bericht des Focus soll die Regierung darüber informiert sein, dass Fethullah Gülen nicht an dem Putschversuch beteiligt war. Nach einem Papier von INTCEN, auf das er sich beruft, wie nach einer Einschätzung des Bundesnachrichtendienstes (BND) gibt es keine Anzeichen dafür, dass Gülen als Drahtzieher hinter dem Putsch steht. Der BND sieht die Gülen-Bewegung nicht als terroristisch an. Auch wenn der Putsch nach BND-Einschätzung nicht staatlich initiiert wurde, diente er doch als Vorwand für die „Säuberungswellen“ der türkischen Regierung. Nach Angaben des Spiegel gibt es aber doch Anzeichen dafür, dass die Gülen-Bewegung hinter dem Putsch steckt. Dabei stützt er sich auf James Franklin Jeffrey, den ehemaligen US-Botschafter in Ankara. Die Existenz einer Organisation namens FETÖ wird aber nicht behauptet. 
Die Regierung, ihre Anhänger, der Großteil der türkischen Bevölkerung und die gesamte Opposition sind überzeugt, dass FETÖ von Gülen bzw. von seiner Gülen-Bewegung geführt werde und seine Organisation große Teile des Staatsapparates unterwandert habe. Daher lautet eine weitere Bezeichnung Paralel Devlet Yapılanması (deutsch „Parallelstaatstruktur“, Abkürzung PDY). Oft wird die „Organisation“ auch „FETÖ/PDY“ genannt.

## Geschichte
Die Gülen-Bewegung und ihr mutmaßlicher Einfluss in Staat und Gesellschaft gerieten spätestens ab dem Jahr 2013 in den Fokus staatlicher Stellen. Anlass war der Korruptionsskandal in der Türkei 2013. Seither gab es zahlreiche staatliche Maßnahmen gegen Anhänger Gülens und seit Mitte 2015 auch gegen FETÖ.
Nach dem Putschversuch ließ der türkische Staat Säuberungswellen in den Bereichen Hochschulwesen, Bildungssystem, Militär, Verwaltung und Polizei durchführen. Sämtliche Maßnahmen hatten das Ziel, den postulierten Einfluss der FETÖ zurückzudrängen. Tausende Mitarbeiter, Richter, Staatsanwälte, Militärs, Polizisten und Hochschulprofessoren wurden außer Dienst gestellt oder auch festgenommen. Daneben gab es zahlreiche Durchsuchungsmaßnahmen. Firmen, Bildungseinrichtungen oder Medien, die der Nähe zu Gülen verdächtigt wurden, erhielten einen staatlichen Verwalter. Der deutsche Politikwissenschaftler Armin Pfahl-Traughber nennt die Annahme, die Gülen-Bewegung habe hinter dem Putschversuch gestanden, als Beispiel für Verschwörungsideologien in der Gegenwart.
Handfeste Beweise für die Existenz einer Organisation namens FETÖ oder Terroranschläge, die in ihrem Namen durchgeführt wurden, liegen nicht vor. Die Türkische Republik Nordzypern nahm die FETÖ in ihre Liste terroristischer Organisationen auf. Die Türkei fordert die Auslieferung Gülens, der in den Vereinigten Staaten lebt. Die Organisation für Islamische Zusammenarbeit nahm die FETÖ Ende Juli 2016 in ihre Liste terroristischer Organisationen auf.
In der Anklageschrift beim Gerichtsverfahren gegen FETÖ vor der 4. Großen Strafkammer in Ankara heißt es, dass die Vereinigten Staaten und die CIA hinter der FETÖ steckten. Die Organisation soll demnach zwischen 2003 und 2007 entstanden sein und habe sich bis 2010 innerhalb des Staates ausgebreitet. Die Organisation verfüge über Geldmittel in Höhe von 150 Milliarden Dollar und sei primär innerhalb der Armee organisiert. Den Mord an Hrant Dink habe die FETÖ bewusst nicht verhindert. Auch der Attentäter Alparslan Arslan habe in Kontakt mit der FETÖ gestanden. In der Anklageschrift wird des Weiteren die Behauptung aufgestellt, die Organisation habe „Imame“ für die Führung der Justiz, Polizei, Streitkräfte, des Nachrichtendienstes und des Bildungs- und Finanzwesens der Türkei.
Der türkische Justizminister hält die Vereinigten Staaten für Drahtzieher des Putsches und damit der FETÖ. Als Beweis für die Zugehörigkeit zur FETÖ gilt türkischen Strafverfolgungsbehörden die Verwendung des Messengers ByLock. Personen, die diesen Dienst verwenden, werden festgenommen und in Untersuchungshaft genommen.

## Der Begriff FETÖ
Die Bezeichnung Fethullahçı Terör Örgütü/Paralel Devlet Yapılanması wurde erstmals Mitte 2015 offiziell in einer Anklageschrift der 2. Großen Strafkammer in Konya verwendet. Das Verfahren wurde gegen 74 Personen geführt, die der Mitgliedschaft in einer Terrororganisation und der Urkundenfälschung angeklagt waren. Unter ihnen befanden sich 31 Polizisten und mehrere Unternehmer. Bereits Anfang 2015 wurde der Begriff in der türkischen Presse verwendet.